# لندووری
لندووِری (به انگلیسی: Llandovery) یک شهر بازاری در ولز است که در کارمارتنشر واقع شده‌است. لندووری ۲٬۰۶۵ نفر جمعیت دارد.

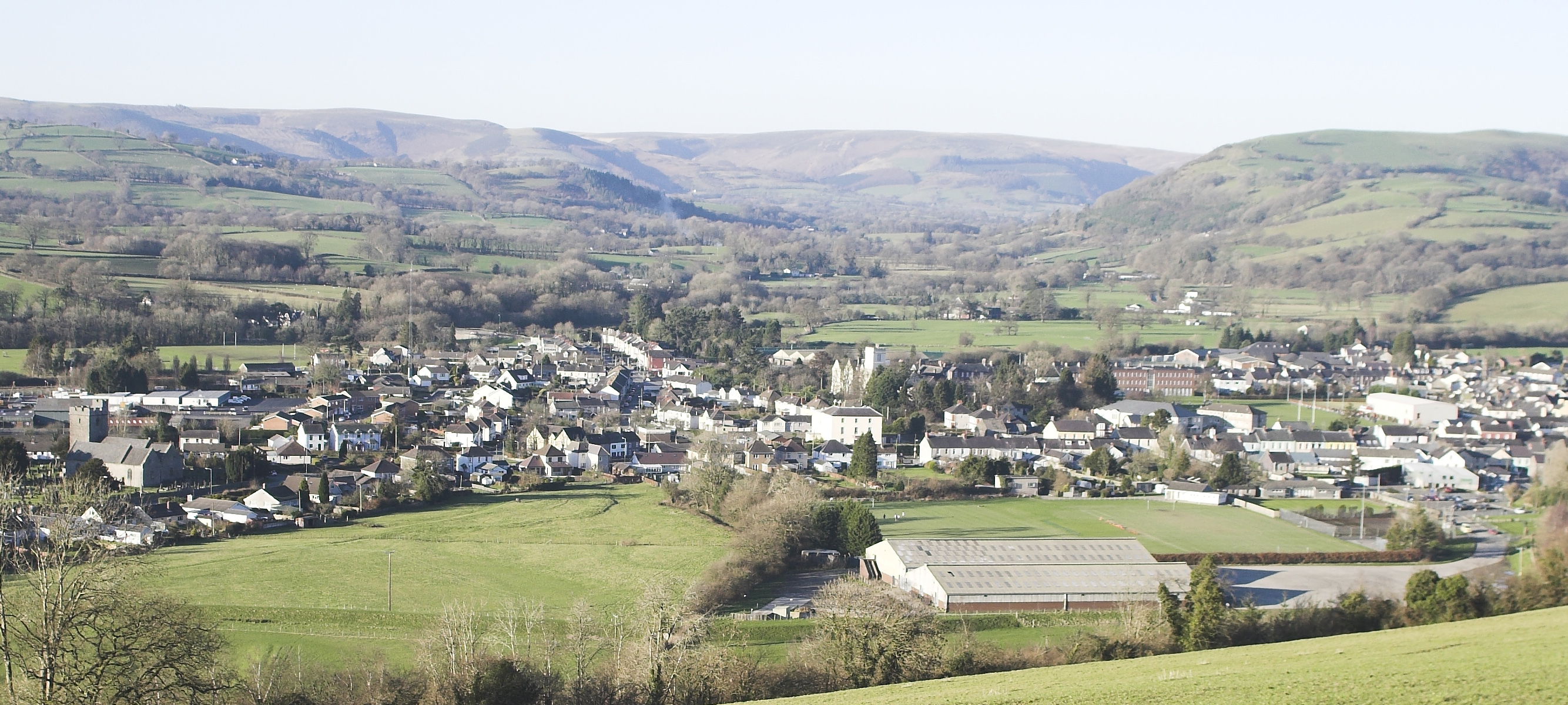
نمای جنوبی لندووری